# Yonige
yonige（ヨニゲ）は、日本の2人組ロックバンド。

## メンバー
- 牛丸 ありさ（うしまる ありさ、1994年9月14日（30歳） - ）
ボーカル・ギター担当。
オーストラリアと日本のハーフで、AC/DCのベーシストだったラリー・ヴァン・クリートの姪[2]。
- ごっきん（1995年3月15日（30歳） - ）
ベース担当。 本名：鳥原由莉香

### サポートメンバー
- ホリエ
ドラムス担当。
堀江祐乃介としてDREADNOTEにて活動(2019年3月解散)。現在はホリエマム名義でDAYAJOのボーカルを務める。
- 土器大洋
ギター担当。
mudai.やLILI LIMITでの活動を経て、現在はMO MOMAのギター&コーラスを務める。

### 元メンバー
- かねもと
ドラムス担当。
2015年12月脱退。

## 経歴
2013年結成。メンバーはもともと別のバンドに所属しており、対バンライブを通じて面識はあったのだが、牛丸が遅刻の多さゆえ当時の所属バンドを追い出されたのを契機に一緒に活動するようになった。バンド名を考えようとしたが決まらず、そのさなか目を瞑ってキーボードを適当に押した結果入力された文字列が「y/n/g」で、それを見た共通の友人の「よにげ!」という発言がそのまま採用された。
2015年にミニアルバム「Coming Spring」をリリース。収録曲「アボカド」のMVがYouTubeにて200万回以上の再生数を記録し、これを機に支持を広げるようになる。
その後2015年末のツアー中にドラマーのかねもとが脱退し、以後は2人で活動を継続。
2017年9月20日、ワーナーミュージックジャパンのレーベルunBORDEよりメジャーデビュー。

## ディスコグラフィ

### ライブ会場限定シングル
| 発売日        | タイトル   | 備考                                        |
| ------------- | ---------- | ------------------------------------------- |
| 2018年7月29日 | リボルバー | 2017年7月29日～9月9日の出演夏フェス限定販売 |

### 配信限定シングル
| 発売日        | タイトル                                     | レーベル                       | 備考                                                                                  |
| ------------- | -------------------------------------------- | ------------------------------ | ------------------------------------------------------------------------------------- |
| 2017年6月23日 | さよならプリズナー                           | JAPAN MUSIC SYSTEM             |                                                                                       |
| 2018年3月2日  | 笑おう                                       | ワーナーミュージック・ジャパン | アメリカ民謡「聖者の行進」をロック調にアレンジ au“三太郎シリーズ”「笑おう」編CMソング |
| 2019年8月7日  | 往生際                                       | ワーナーミュージック・ジャパン | 福岡晃子(チャットモンチー済)プロデュース                                              |
| 2019年9月13日 | みたいなこと                                 | ワーナーミュージック・ジャパン | 松本穂香主演映画「おいしい家族」書き下ろし主題歌                                      |
| 2020年3月27日 | 健全な朝                                     | ワーナーミュージック・ジャパン |                                                                                       |
| 2022年5月1日  | デウス・エクス・マキナ                       | Lil ape                        |                                                                                       |
| 2022年9月3日  | サイケデリックイエスタデイ (re-arrange ver.) | Lil ape                        |                                                                                       |

### 参加作品
| 発売日        | タイトル                                 | 規格品番  | 収録曲                 |
| ------------- | ---------------------------------------- | --------- | ---------------------- |
| 2015年9月9日  | THE NINTH APOLLO pre sampler CD 2015     | TNAD-0065 | 恋と退屈               |
| 2016年9月9日  | THE NINTH APOLLO pre The sampler CD 2016 | SAMP-2016 | センチメンタルシスター |
| 2017年3月29日 | AKG TRIBUTE                              | KSCL-2896 | ソラニン               |
| 2020年7月15日 | FAM                                      | SIT-1027  | seed                   |

## ラジオ
- yonigeの超最高ラヂオ（2024年4月 - 2024年6月、BAYFM）[8]